# Stachel (Zeitung)
Stachel war eine monatlich erscheinende Zeitung der Parteien Bündnis 90, Die Grünen und Alternative Liste. Sie erschien von 1979 bis 1999 in Berlin. Die Zeitung gab es als Landesausgabe und als Beilage zu verschiedenen lokalen Ausgaben für  verschiedene Berliner Bezirke, z. B. Kreuzberger Stachel.
Erschienen ist sie in Berlin (West) bei Bartholdy & Klein und später in Berlin beim Verein zur Förderung Alternativer Publizistik.